# Phare de Morant Point
Le phare de Morant Point est un phare situé sur Morant Point (en) dans la Paroisse de Saint Thomas (Comté de Surrey), en Jamaïque.
Ce phare est géré par l'Autorité portuaire de la Jamaïque , une agence du Ministère des Transports .
Ce phare est répertorié à la liste des sites du patrimoine national en Jamaïque par le Jamaica National Heritage Trust (en), étant d'un intérêt considérable pour les historiens de la technologie industrielle.

## Histoire
Ce phare a été érigé en 1841 par des hommes de l'ethnie Krou (parmi les Africains libres amenés en Jamaïque dans la période à la suite de l'abolition de l'esclavage au Royaume-Uni. C'est le plus ancien phare de la Jamaïque et le premier phare en fonte construit dans l'hémisphère nord.
Il a été conçu par Alexander Gordon et construit par George Grove, devenu plus tard un éminent écrivain sur la musique.

## Description
Il se compose d'une tour en fonte de 30 m coulé à Londres en 1841. Elle a un diamètre de 5 m) à la base et de 21 m au sommet, avec une galerie et une lanterne. Elle a été érigée sur une base en béton. Pour la protéger contre le ressac pendant les ouragans, un mur en maçonnerie semi-circulaire a été construit autour de sa base du côté de la mer. L'édifice est peint en blanc avec quatre bandes horizontales rouges. La galerie et la lanterne sont aussi rouges.
Le phare émet, à une hauteur focale de 35 m, trois éclats blancs toutes les 20 secondes. Sa portée nominale est de 22 milles nautiques (environ 41 km).
Il marque le point le plus à l'est de la Jamaïque. Il est accessible par temps sec et la tour est visitable par arrangement avec le gardien.
Identifiant : ARLHS : JAM-004 - Amirauté : J5282 - NGA : 13860.
|            |
| La station |

|          |
| Le phare |

### Lien connexe
- Liste des phares à la Jamaïque